# Oberrabbiner der Ukraine
Oberrabbiner der Ukraine ist die Bezeichnung für zwei Oberrabbiner, die beide derzeit das Amt beanspruchen: Rabbi Yaakov Bleich, gebürtig in den Vereinigten Staaten, und Rabbi Moshe Azman, gebürtig in Russland. Die beiden erheben einem Artikel in The Forward zufolge seit zwei Jahrzehnten den Anspruch, an der Spitze der jüdischen Gemeinde des Landes zu stehen. 
Yaakov Bleich ist ein ehemaliges Mitglied der chassidischen Dynastie Karlin-Stolin in Israel und war früher Vorstandsmitglied des Jüdischen Weltkongresses, Moshe Azman ist ein in Russland geborenes Mitglied der Chabad-Lubawitsch-Bewegung, der The Forward zufolge den Mitarbeitern des ehemaligen Präsidenten Donald Trump nahe steht und vor kurzem „Anatevka“ gegründet hat, ein Dorf für vertriebene jüdische Familien, inspiriert von „Fiddler on the Roof“.